# Seven Femenino de Bucarest 2022
El Seven Femenino de Bucarest 2022 fue un torneo de selecciones nacionales de rugby 7 de Europa.
El torneo entregó cuatro boletos para la Copa del Mundo de Rugby 7 de 2022.
El torneo se disputó en el Stadionul Arcul de Triumf de Bucarest, Rumania.

## Fase de grupos

### Grupo A
| Pos | Países          | Partidos | Partidos | Partidos | Tantos | Tantos | Tantos | Pts |
| Pos | Países          | G        | E        | P        | PF     | PC     | DP     | Pts |
| --- | --------------- | -------- | -------- | -------- | ------ | ------ | ------ | --- |
| 1   | Irlanda         | 3        | 0        | 0        | 141    | 0      | 141    | 9   |
| 2   | República Checa | 2        | 0        | 1        | 64     | 71     | -7     | 7   |
| 3   | Alemania        | 1        | 0        | 2        | 34     | 69     | -35    | 5   |
| 4   | Gales           | 0        | 0        | 3        | 21     | 120    | -99    | 3   |

### Grupo B
| Pos | Países     | Partidos | Partidos | Partidos | Tantos | Tantos | Tantos | Pts |
| Pos | Países     | G        | E        | P        | PF     | PC     | DP     | Pts |
| --- | ---------- | -------- | -------- | -------- | ------ | ------ | ------ | --- |
| 1   | Inglaterra | 3        | 0        | 0        | 98     | 10     | 88     | 9   |
| 2   | Bélgica    | 2        | 0        | 1        | 63     | 46     | 17     | 7   |
| 3   | Rumania    | 1        | 0        | 2        | 31     | 75     | -44    | 5   |
| 4   | Italia     | 0        | 0        | 3        | 29     | 90     | -61    | 3   |

### Grupo C
| Pos | Países   | Partidos | Partidos | Partidos | Tantos | Tantos | Tantos | Pts |
| Pos | Países   | G        | E        | P        | PF     | PC     | DP     | Pts |
| --- | -------- | -------- | -------- | -------- | ------ | ------ | ------ | --- |
| 1   | Polonia  | 3        | 0        | 0        | 123    | 20     | 103    | 9   |
| 2   | España   | 2        | 0        | 1        | 86     | 41     | 45     | 7   |
| 3   | Portugal | 1        | 0        | 2        | 48     | 88     | -40    | 5   |
| 4   | Suecia   | 0        | 0        | 3        | 10     | 118    | -108   | 3   |

## Fase final
- Los ganadores clasifican a la Copa del Mundo de Rugby 7 de 2022.

| 17 de julio | Irlanda | 36 - 0 | Portugal |  |  |

| 17 de julio | Polonia | 43 - 0 | Alemania |  |  |

| 17 de julio | Inglaterra | 19 - 5 | República Checa |  |  |

| 17 de julio | España | 14 - 12 | Bélgica |  |  |